# ALIVE (SPEED單曲)
《ALIVE》是日本女子樂團SPEED的第7張單曲。1998年7月1日發行。是SPEED其中一首代表作。
是由SPEED4位女生主演的科幻電影《網路鬼美眉》的主題曲，在Oricon單曲週榜最高排行第1位。在Oricon公信榜期間銷量為96.5萬張，是1998年單曲銷量第16位。由於《網路鬼美眉》曾經發行一張包含《ALIVE》的原聲音樂碟，因此單曲銷量未能在公信榜期間突破100萬張。最終銷量達132萬張，獲得日本唱片業協會的百萬認證。連續第3張單曲突破百萬。

## 收錄曲目
1. ALIVE
2. Up To You!
3. ALIVE（Instrumental）
4. Up To You!（Instrumental）